# Tubulinea
Tubulinea — великий клас амебоїдних еукаріотів, що включає їх найбільших і найвідоміших представників.
Протягом пересування більшість Tubulinea мають грубо циліндричну форму або утворюють численні циліндричні псевдоподії. Кожний циліндричний процес є єдиним центральним потоком цитоплазми, гранульованим на вигляд, і не утворює вторинних псебдоподій. Це відрізняє їх від інших амебоїдних груп, хоча у деяких членів це не є звичайним засобом пересування.
Членів класу раніше класифікували до типу Amoebozoa царства Найпростіші (Protista), але дослідження показали незалежне положення класу серед еукаріотів. Цей клас був запропонований такими біологами як Джан (Jahn), одного з тих, хто групував всіх амеб з гранульованими псевдоподіями, але частіше амеб поділяли на лобозних амеб на Testacealobosia і Gymnamoebia (голих амеб). Останні — поліфілетична група, але молекулярні дерева Болівара та ін. ідентифікували основну монофілетичну підгрупу. Подальші вивчення показали, що Testacealobosia амеби належать до тієї ж групи, яка була тому перейменована у Lobosea або Tubulinea. Пізніше частина представників були формально винесені за межі класу, створив клас у його сучасному вигляді, хоча навіть ця класифікація ще не остаточна.